# Lenguas mandé centrales
Las lenguas mandé centrales o mandingá-jogo son una división propuesta de las lenguas mandé habladas en Gambia, Guinea-Bisáu, Senegal, Mali, Guinea, Sierra Leone, Liberia, Costa de Marfil, Ghana y Burkina Faso. Entre las lenguas mandé centrales la más importante por número de hablantes es el mandenká o mandingá (mandinká, el bámbara y el yulá). Estas lenguas son habladas por los pueblos llamados mandinga.

## Clasificación interna
Entre los grupos filogenéticos claramente bien establecidos que forman parte de las lenguas mandé centrales están:
- Lenguas jogo-jeri
- Lengua mandenká o mandingá
- Lenguas vai-kono
- Lenguas mokolé
- Lenguas susu-yalunka

.

## Comparación léxica
Los numerales en diferentes lenguas mandé noroccidentales son:
| GLOSA | Jogo    | Mandingá Or. | Mandingá Or. | Mandingá Or.       | Mandingá Or. | Mandingá Occ. | Mandingá Occ. | Mokolé   | Mokolé     | Kono-Vai | Kono-Vai   | Susu-Yalunka | Susu-Yalunka | PROTO- MANDÉ C. |
| GLOSA | Ligbi   | Bámbara      | Mahuka       | Maninká (Sankaran) | Marká        | Mandinká      | Xaasongá      | Kakabe   | Lele       | Kono     | Vai        | Susu         | Yalunka      | PROTO- MANDÉ C. |
| ----- | ------- | ------------ | ------------ | ------------------ | ------------ | ------------- | ------------- | -------- | ---------- | -------- | ---------- | ------------ | ------------ | --------------- |
| '1'   | díén    | kélẽ́         | kéléŋ        | kɛlɛn              | kyeren       | kíliŋ         | kilin         | kélen    | kelɛŋ      | ncélen   | lɔ̀ndɔ́      | kɛ́rɛ̃́         | kèdé         | *keleŋ          |
| '2'   | fàlà    | fìlá         | fyàː         | fila               | fila         | fula          | fula          | fìla     | fela       | fèa      | fɛ̀(ʔ)á     | fìrĩ́         | fìríŋ        | *fela           |
| '3'   | sèɡ͡bá   | sàbá         | sàwà         | sawa               | saba         | saba          | saba          | sàba     | sawa       | sàwa     | sàk͡pá      | sàxã́         | sàkáŋ        | *sak͡pa          |
| '4'   | náːnè   | náːní        | náːní        | naːni              | naːni        | náːni         | naːni         | náːni    | nani       | náːni    | náːnì      | náːní        | nànì         | *naːni          |
| '5'   | sóːlò   | dúːrú        | lóː          | loːlu              | luːru        | lúːlu         | luːlu         | lɔ́ːlu    | luːli      | dúʔu     | sóː(ʔ)ú    | súlí         | sùlù         | *soːlu~ *loːlu  |
| '6'   | mɔ̀ːdó   | wɔ́ːrɔ́        | wɔ́ːlɔ́        | wɔːrɔn             | wːɔrɔ        | wóːro         | woːro         | wɔ́ːrɔ    | wɔːrɔ      | wɔ́ːlɔ    | sɔ̂ŋ lɔ̀ndɔ́  | sẽní         | sènì         | *wolo           |
| '7'   | màúlà   | wólṍwulá     | wóːŋvyàː     | wɔːrɔn (fi)la      | wonla        | wórówula      | wo:rowula     | wɔ́rɔwila | wɔrɔŋ kela | wɔ́nfèa   | sɔ̂ŋ fɛ̀(ʔ)á | sólófèré     | fòlófɛ̀rɛ́     | *wolo+fela      |
| '8'   | másèɡ͡bá | sèɡĩ́         | sɛ́ɲíŋ        | sen                | siɡi         | sáyi          | saɡi          | sáɡin    | seŋ        | séin     | sɔ̂ŋ sàk͡pá  | sólómásàxã́   | fòlòmàsàkáŋ  | *segi-ŋ         |
| '9'   | màdáːné | kɔ̀nɔ̃̀tɔ̃́       | kɔ̀ːnŋdɔ́ŋ     | konondo            | kondon       | konónto       | xononto       | kɔ̀nɔntɔ  | kɔnɔndɔ    | kɔ̀nɔ́ntɔn | sɔ̂ŋ náːnì  | sólómánáːní  | fòlòmànànì   | 10-1 (5+4)      |
| '10'  | táàn    | tã́           | táŋ          | tan                | tan          | táŋ           | tan           | tán      | taŋ        | tán      | tâŋ        | fúː          | fù           | *taŋ *fuː       |